# Salutatio matutina
La salutatio matutina, nella Roma antica, era il momento in cui il pater familias della casa riceveva il cliens che, letteralmente, gli dava il buongiorno e faceva le sue richieste, che spesso consistevano in un cesto pieno di cibo (sportula).

## Iclientes
Una particolare occupazione nell'antica Roma che contribuiva alla formazione del reddito era quella della condizione di cliens non collegata a una particolare classe sociale. 
Gli antichi romani, dal liberto al gran signore, si sentivano tutti vincolati da un obbligo di rispetto (obsequium) nei confronti di quanti erano più potenti di loro. Il liberto nei confronti di chi lo aveva liberato (il patronus) e da cui continuava a dipendere, il parassita nei confronti del signore che (in quanto patronus) aveva l'obbligo di accogliere in casa questi postulanti (i clientes, appunto), di soccorrerli in caso di necessità e qualche volta di invitarli a pranzo. 
Periodicamente i clientes, quando andavano a visitare il loro protettore, ricevevano anche un rifornimento di vettovaglie che si portavano via nelle loro sportulae (borse), oppure delle somme in denaro.

## Lasportularia
Ai tempi di Traiano quest'uso era tanto diffuso che si era stabilita per ogni famiglia signorile una tariffa, la sportularia, corrispondente a 100 Quadranti per persona.
Spesso la sportula era una risorsa per sopravvivere: avvocati senza cause, insegnanti senza alunni, artisti senza commissioni si presentavano alla porta del patronus per la sopravvivenza quotidiana.
Anche quelli che avevano un mestiere aggiungevano la piccola entrata della sportula al loro reddito e prima di andare al lavoro, ancor prima che facesse giorno, si mettevano in fila per la sportula.

## Il rituale del saluto mattutino
L'importanza di una persona potente era commisurata alla clientela che rumorosamente lo svegliava ogni mattina per la salutatio matutina. 
Il dominus avrebbe perso in reputazione se non avesse ascoltato le lagnanze o le richieste di aiuto e non avesse risposto ai saluti della folla che lo attendeva dall'alba. 
Una rigida procedura regolava questo rito quotidiano della clientela. Il cliens poteva anche andare alla casa del patronus a piedi oppure in lettiga, ma obbligatoriamente doveva indossare la toga e non azzardarsi a chiamarlo confidenzialmente per nome: al magnate ci si rivolgeva sempre chiamandolo dominus, pena il ritorno a casa a mani vuote. L'obbligo della toga, indumento di una certa importanza e quindi costoso, costituiva una difficoltà per molti: accadeva allora che fosse lo stesso patronus a donarla in particolari e speciali occasioni assieme alla cinque o sei libbre d'argento corrisposte ogni anno. 
Il turno per ricevere l'elargizione non veniva stabilito in base all'ordine di arrivo ma in base all'importanza sociale, per cui i pretori sopravanzavano i tribuni, i cavalieri i liberi e questi a loro volta i liberti.
Le donne non partecipavano a questa assistenza quotidiana né come patrone né come clienti, salvo il caso di vedove che chiedevano per sé quanto il patronus aveva fatto per il cliente ormai defunto oppure quando il cliente si portava dietro a piedi o in lettiga le mogli malridotte e presumibilmente malate per indurre il signore a più generose donazioni.